# Automobiles Ibis
Automobiles Ibis war ein französischer Hersteller von Automobilen.

## Unternehmensgeschichte
Das Unternehmen aus Levallois-Perret begann 1907 mit der Produktion von Automobilen. Der Markenname lautete Ibis. Im gleichen Jahr endete die Produktion bereits wieder.

## Fahrzeuge
Im Angebot standen die Modelle 8/10 CV mit einem Zweizylindermotor und 12/14 CV mit einem Vierzylindermotor. Der Motor war jeweils vorne im Fahrzeug montiert und trieb über eine Kardanwelle die Hinterachse an.